# Sphaerotheca dobsonii
Sphaerotheca dobsonii es una especie de anfibio anuro de la familia Dicroglossidae. Esta rana se distribuye por los Ghats occidentales y los Ghats orientales en la India entre los 600 y los 1000 metros de altitud. Aunque se cree que los individuos que se encuentran en los Ghats orientales probablemente sean una especie diferente. Habita entre la hojarasca en zonas de matorral y bosque. Se reproduce en charcas temporales.